# Colossal Boy
Gim Allon, conosciuto anche come Leviatano e Micro Lad, è un personaggio dei fumetti da DC Comics. Noto sotto diversi nomi in codice nel corso degli anni, sebbene quello originale (e più utilizzato) sia Colossal Boy. È un membro della Legione dei Super-Eroi del XXX e XXXI secolo ed è apparso per la prima volta nell'albo Action Comics n. 267 (agosto 1960). Negli anni novanta l'intera Legione dei Super Eroi venne cambiata in quella a cui ci si riferisce come "nuova versione" di quella continuità, in cui è compreso Allon. Questi super eroi in seguito vennero nuovamente aggiornati in una "terza versione" della Legione dei Super-Eroi, in corso di pubblicazione da parte della DC Comics.
La similarità del nome del personaggio con lo standard del cognome israelita Allon portò lo scrittore Paul Levitz a identificare il personaggio come ebreo.

## Biografia del personaggio

### Continuità originale
Gim Allon viene mutato da un meteorite radioattivo, ottenendo l'abilità superumana di incrementare le sue dimensioni, così il soprannome da supereroe diviene Colossal Boy. Con la benedizione dei suoi genitori, entra nella Legione dei Super Eroi, divenendo un membro in piena regola. Qui ha un'infatuazione corrisposta per la sua compagna di squadra Shrinking Violet; questa "cotta" viene corrisposta solo quando Violet è rimpiazzata da un impostore mutaforma, una Durlaniana di nome Yera. I due si sposano, ma quando la truffa viene scoperta, Gim capisce di essere innamorato di Yera e così il loro matrimonio prosegue. Per qualche tempo la madre di Colossal Boy, Marte Allon, è presidente della Terra.
Durante la "Five Year Gap" dopo le Guerre Magiche, Gim entra nella polizia scientifica e non fa ritorno nella Legione. La Terra cade sotto il controllo dei Dominatori e finisce col distaccarsi dai Pianeti Uniti. Qualche anno dopo, i membri dei Dominatori classificati come Batch SW6 fuggono dalla prigione. Originariamente i Batch SW6 sembrano essere un gruppo di cloni adolescenti dei Legionari, creati da alcuni campioni presi, in apparenza, prima della morte di Ferro Lad per mano del Mangiatore di Soli. Poi si scopre che erano dei duplicati di un paradosso temporale, e quindi altrettanto legittimi come le loro controparti più adulte. Dopo che la Terra viene distrutta da un disastro che ricorda la distruzione di Krypton di oltre un millennio prima, poche dozzine di città sopravvissute e i loro abitanti ricostruiscono il loro mondo sotto il nome di Nuova Terra. I Legionari SW6 rimangono su questo nuovo mondo e la loro versione di Colossal Boy assume il nome in codice di Leviatano.

### Versione del 1994
Nel 1994, dopo gli eventi del crossover noto come Ora Zero, la continuità originale della Legione termina e la sua storia viene ricostituita dal principio. In questa nuova continuità, Gim Allon è noto come Leviatano ed è nativo di Marte e non della Terra. Come la sua controparte originale, era un ufficiale della Polizia Scientifica che ottiene i suoi poteri da un meteorite radioattivo.
È lui il primo leader ufficiale della squadra, ma dà le dimissioni dopo la prima missione a causa della morte del primo Kid Quantum e capendo che Cosmic Boy è più adatto a quel ruolo. Cosmic Boy riesce però a convincerlo a mantenere una certa autorità nominandolo vice.
Dopo di ciò, Allon rimane invischiato in un triangolo amoroso. Mentre guarisce da una cotta per Kinetix, Shrinking Violet ha una cotta per lui. Tutto ciò termina in tragedia quando Occhio di Smeraldo, su ordine di Violet di esaudire ogni desiderio del cuore di ogni singolo membro della squadra, causa la sua morte facendolo combattere una battaglia contro Doctor Regulus, esaudendo il desiderio di Gim di fare una morte da eroe.

### Versione del 2004
Nel rilancio del 2004 Gim Allon è un membro della razza dei giganti creati da Bizzarro-Brainiac 200 anni prima dell'inizio del XXXI secolo. Allon considera il suo superpotere l'abilità di ridursi fino ad un'altezza di circa 1,80 m e preferisce il nome in codice di Micro Lad. Tuttavia, tutti i Legionari, così come il pubblico in generale, lo conoscono come Colossal Boy. È noto tra i suoi compagni per essere un tipo divertente e si gode il suo tempo passato con "la gente piccola". Gim è spesso il primo e l'ultimo Legionario in una battaglia, in quanto le sue dimensioni gli permettono la garanzia del primo colpo così come lo rendono utile nelle operazioni di pulizia che ne conseguono inevitabilmente.

### Post-Crisi Infinita
Gli eventi della miniserie Crisi infinita sembrano aver ricostituito una Legione analoga a quella presente nella continuità pre-Crisi sulle Terre infinite, come visto nella storia "The Lightning Saga" in Justice League of America e Justice Society of America, e nella storia "Superman e la Legione dei Super-Eroi" presente in Action Comics. Colossal Boy è presente in questi numeri, insieme a sua moglie Yera (che prende poi il nome di Chameleon Girl). Nella versione degli anni ottanta non è Colossal Boy bensì Frank Manyweathers il marito di Yera.
Nella continuità originale il nome di Micro Lad viene utilizzato da un criminale Imskiano.

## Poteri e abilità
Come Colossal Boy o Leviatano, Gim Allon può incrementare le sue dimensioni di numerose volte l'altezza tipica di un essere umano, con l'incremento in proporzione di massa e forza. Nella versione della Legione dei Super Eroi del 2004, il personaggio insiste che il suo potere è quello di ridursi, e non di ingigantirsi, anche se gli effetti sugli avversari sembrano essere i medesimi.

## In altri media
- Colossal Boy compare nell'episodio "Lontani da casa", della serie animata Justice League Unlimited.
- Colossal Boy compare in tre episodi della prima stagione della serie animata Legion of Super Heroes. Nell'episodio "Timber Wolf" lo si vede solo su un monitor. Nell'episodio "Lightning Storm" aiuta la Legione a fermare un alieno a forma di polpo nello spazio, e compare in "Chain of Command" per una missione. Diviene un membro quasi regolare della serie nella seconda stagione.